# Eulophia renschianus
Eulophia renschianus là một loài thực vật có hoa trong họ Lan. Loài này được (Rchb. f.) T. Durand & Schinz mô tả khoa học đầu tiên năm 1895.